# Swedish Open 2023
Swedish Open 2023 (cunoscut și ca Nordea Open din motive de sponsorizare) a fost un turneu de tenis profesionist care s-a jucat pe terenuri cu zgură, în aer liber. A fost un turneu de nivel ATP 250 pe Circuitul ATP 2023 și WTA 125 pe Circuitul WTA 2023.  A avut loc la Båstad, Suedia, în perioada 10-15 iulie 2023 pentru turneul feminin și în perioada 17-23 iulie 2023 pentru turneul masculin. A fost cea de-a 75-a ediție a evenimentului la bărbați și cea de-a 13-a ediție la feminin.

## Campioni

### Simplu masculin
Pentru mai multe informații consultați Swedish Open 2023 – Simplu masculin

### Dublu masculin
Pentru mai multe informații consultați Swedish Open 2023 – Dublu masculin

## Puncte și premii în bani

### Puncte
| Probă           | C   | F   | SF | QF | R16 | R32 | Q   | Q2  | Q1  |
| Simplu masculin | 250 | 150 | 90 | 45 | 20  | 0   | 12  | 6   | 0   |
| Dublu masculin  | 250 | 150 | 90 | 45 | 0   | N/A | N/A | N/A | N/A |
| Simplu feminin  | 160 | 95  | 57 | 29 | 15  | 1   | N/A | N/A | N/A |
| Dublu feminin   | 160 | 95  | 57 | 29 | 1   | N/A | N/A | N/A | N/A |

### Premii în bani
| Probă            | C       | F       | SF      | QF      | R16    | R321   | Q2     | Q1     |
| Simplu masculin  | €85,605 | €49,940 | €29,355 | €17,010 | €9,880 | €6,035 | €3,020 | €1,645 |
| Dublu masculin * | €29,740 | €15,910 | €9,330  | €5,220  | €3,070 | N/A    | N/A    | N/A    |

* per echipă